# A Message
A Message (en español Un mensaje) es una canción de la banda inglesa de rock alternativo Coldplay. Pertenece a su tercer álbum de estudio, X&Y, y es la pista 8 del disco.
Fue escrita por los miembros de la banda; Guy Berryman, Jon Buckland, Will Champion y Chris Martin. Los instrumentos que se utilizan en esta canción, son solo guitarras y no sintetizadores, como en otros temas del grupo; "Talk", por ejemplo.
"A Message" no es un sencillo, pero según iTunes, es la canción #29 más descargada de Coldplay. El tema fue lanzado junto a X&Y en junio.
De acuerdo a una entrevista de Mtv con la banda, Chris Martin había escrito esta canción mientras estaba desnudo en la noche.